# 真白真緒
真白 真緒（ましろ まお、1997年11月8日 - ）は、日本のAV女優。ティーパワーズ所属。2020年9月より「三浦 るい（みうら るい）」として活動。

## 略歴
2019年7月、エスワン専属女優としてAVデビュー。
2020年2月をもって専属を離れ、以降は企画単体女優として活動。
2020年9月23日、所属事務所をフォーティーフォーマネジメントに移し「三浦るい」に改名していたことをツイート。

## 人物
東京都出身。
中学の卒業文集に「将来はAV女優になりたい」と書き、親が学校に呼び出された。なお、この頃はまだAVを見たことがなく（初めて見たのは高校卒業後）、コスプレイヤーをやっていてAV女優も参加していてそれを見て憧れて書いたのではと話している。
その後もAV女優への憧れを持ち続け、紗倉まなの本は全て購入し、特に憧れている明日花キララと三上悠亜はパチンコ店に来店した時に直接会に行っている。
高校生の頃は胸は小さかったが、卒業後に一気に太った時にダイエットをしたら胸は大きいままになった。そのため、高校の頃に友達に豊胸したと疑われた。
初体験は19歳の時。
迷った挙句、1回だけ応募してダメなら諦めようと自ら応募したところ事務所（ティーパワーズ）に入ることができAV女優となった。

## 出演作品

### アダルトDVD

#### 真白真緒 名義
- 新人 NO.1STYLE 真白真緒 AVデビュー（7月7日、S1 NO.1 STYLE）
- 天然立体Hカップ真白真緒 めちゃイキ3本番! おっぱい揺れまくりぷるるんスペシャル（8月7日、S1 NO.1 STYLE）
- 天然立体おっぱいを120%味わい尽くす究極の巨乳フェチシズムAV 真白真緒（9月7日、S1 NO.1 STYLE）
- 激イキ121回!痙攣3238回!鬼突き23739ピストン! 立体天然Hcupボディ エロス覚醒 はじめての大・痙・攣スペシャル 真白真緒（10月7日、S1 NO.1 STYLE）
- 交わる体液、濃密セックス 完全ノーカットスペシャル 真白真緒（11月7日、S1 NO.1 STYLE）
- ぴったりHcupスポコスの汗だくだく着衣セックス 真白真緒（12月7日、S1 NO.1 STYLE）

- 全裸のままマキシワンピースを着させられて… 真白真緒（1月7日、S1 NO.1 STYLE）
- 日常に膨らむ着衣おっぱいのたわわな誘惑 真白真緒（2月7日、S1 NO.1 STYLE）
- 銭湯看板娘は巨乳4姉妹 倒産寸前の風呂屋を勃て直す為に勃ち上がる! 「秘蜜の乳浴サービス始めました」（7月1日、キチックス）[注 1]
- 地味生徒会長の正体は爆乳くびれクイーンの小悪魔痴女でした。真緒（7月1日、キチックス）※「真緒」名義
- 今日が初日! 風俗未経験の体験入店の女の子に「風俗では当たり前」と言えば何でも受け入れる説。（7月17日、DOC）※オムニバス作品
- 『愛し合う夫婦が残したいメモリアルヌードフォト』と題された雑誌の企画と妻を騙し、絶倫チ○ポ男と素肌密着偽撮影会で寝取られ検証!! 旦那よりも若くてカチカチに反り返ったチ○ポがマ○コまで3cmに超接近して奥さん急激欲情!? 8（7月17日、DOC）※オムニバス作品
- AV男優の凄テク性技に耐えれたら賞金30万円! 可愛いウブな女子○生たちが必死にイキ耐える凄テク我慢ゲームに挑戦! イッたらデカチン爆圧種付けプレス連続生中出しSEX!（7月24日、DOC）※オムニバス作品
- エチエチ女子○生がビッチを紹介する 神ループナンパ 【中出しJ○×数珠繋ぎ】 エロコス生パコ編（8月28日、DOC）※「みお」名義、オムニバス作品
- 「もっと奥までください!」 意識高い系女子のデカ尻義姉が媚薬ドリンクで汗だく&汁だく!何度ハメてもボクのチ○ポと中出しを欲しがる言いなり尻に!（10月19日、Hunter）
- 『大きな胸でごめんなさい!』 巨乳を知らないうちに強調してしまっている奇跡の爆乳女子は不意に揉まれると激しく感じまくって男のいいなり!（11月19日、Hunter）

#### 三浦るい 名義
- くびれ巨乳に射精させられたい!（12月19日、ドグマ）
- 麗しのキャンペーンガールAGAIN 18 るいと若菜（12月26日、HMJM）

- 寝取らせ検証『綺麗な裸を残しておきたい』メモリアルヌード撮影で共演した夫よりも若いモデルの他人棒を見て愛液を垂らした妻はその後、SEXしてしまうのか? VOL.11 中出しSP（1月8日、コスモス映像）
- 出前配達の度に毎回ヤラれちゃう愛カップえちえちGAL（1月12日、MERCURY）
- カフェで働くお姉さんたちがとにかくエロい! 男性スタッフはボクだけという最高の職場環境で超モテまくり!（1月19日、Hunter）
- あなたに見られながら輪姦されるって興奮します… 三浦るい（2月13日、オーロラプロジェクト）
- ガチナンパ! うぶエロ女子の生チ○ポ初イキ体験! 覚えたてのアクメに腰と痙攣が止まらない! 17発射! 136イキ!（2月15日、ナンパーズ）※オムニバス作品
- 絶頂が止まらない! Hカップ美巨乳性感オイルマッサージ 三浦るい（2月16日、MAXING）
- 巨乳追撃イキ狂い 三浦るい（2月19日、ドグマ）
- 巨乳デリヘル 三浦るい（2月19日、ゲインコーポレーション）
- むっちむち爆乳ナイスボディの美人秘書は性欲剥き出しチ○ポ中毒! 三浦るい（3月1日、Fitch）
- 【新作水着のモデルしてみませんか?】募集にホイホイやってきた爆乳ギャルに媚薬オイルを塗りたくり、個撮中にムラムラさせて そのままハメ撮り生パコ中出し! るいぽん（3月19日、kira☆kira）
- 新発掘! 卑猥な爆乳不倫 欲求不満が止まらない従順ほしがり妻との濃厚不倫SEX（3月19日、お母さん.com）
- 内緒の浮気と温泉宿 三浦るい（3月25日、GENEKI）
- 陰キャの僕は巨乳の陽キャ女子に憧れ自宅に招き入れて隠し撮り。 おっぱいとチ●コ見せ合いっこしようと童貞っぽく話したら釣れて勃起した絶倫チ●ポの虜にした件。其の弐（4月1日、変態紳士倶楽部）※オムニバス作品
- 神乳美女がバカチ●ポになるまで何度も搾り出してくれる追撃専門メンズエステ 三浦るい（4月2日、h.m.p）
- ぶっかけ爆乳ドスケベ乳輪秘書は社員を誘惑する淫乱痴女（4月7日、WEEKENDER）
- 居酒屋痴漢 4  歓迎会中にリモバイアクメする新人巨乳社員SP（4月22日、ナチュラルハイ）
- 『私で勃起しちゃったの?』包茎チ○ポから剥けチン勃起までを見た巨乳叔母さんは子供扱いしていた甥っ子とはいえ発情を抑えられない VOL.3（5月20日、DANDY）
- お従姉ちゃん、田舎が暇すぎてず～っと乳首いじってたらHカップ爆乳に成長しちゃった! だからキミの乳首がバカになるくらいこねくり回してチ○ポ10cm大きくなるようにしてあげる! 三浦るい（6月13日、MOODYZ）
- 豊満おっぱい至福のSEX -積極的な男と女- 三浦るい（6月25日、GENEKI）
- ウーハービッチ 第2弾 ～お好きな女性をお好きな時にお好きな場所で!～（8月7日、桃太郎映像出版）※オムニバス作品
- 教え子にバイブをパンスト固定され必死にイキそうになるのを我慢していたが媚薬と追撃ピストンで自分から腰を振り始める完堕ち女教師 3（8月13日、Z-MEN）※オムニバス作品
- 最高乳 ～Iカップの爆乳が超絶激烈ピストンでたゆんたゆんブルンブルン～（8月25日、SEX Agent）
- ディルドピストンオナニーしたままのフェラチオ（8月25日、SEX Agent）※オムニバス作品
- 人妻の浮気心 三浦るい（9月7日、人妻援護会/エマニエル）
- 神熱AV女優を1日貸切ひたすら本能の中出し交尾。 ACT.12 三浦るい（10月1日、プレステージ）- 配信作品『ウラトーーク Talk.13 三浦るい 24歳 AV女優歴:約2年 【衝撃のお椀型!! 飛び出る3D級Hカップ】【奇跡のノーハンドパイズリ】【ねっとり唾液でじゅるじゅるフェラ】チャ●トレディ•デリ●ル•裏垢女子の経験で男を知り尽くした爆淫テクを見せつける! 全アングル絶景&爆揺れ必至のおっぱいで抜きどころしかねぇ!』（品番：HHH-027）に、限定映像を追加収録しDVD化したもの。
- 同棲中の彼女が旅行で留守の3日間、美人過ぎるパートの奥さんとバイトの休憩中に時短セックスしまくった。4（10月12日、Z-MEN）※オムニバス作品
- 街角巨乳妻ナンパ生中出し! 僕ん家に行きませんか? イカセSEX 5時間（11月15日、LOTUS）※オムニバス作品
- 素人巨乳娘の恥じらい顔に大興奮! 顔だしアクメ駐車 車の窓から顔だけ出させている間に‘無断で’激ピストンされイっちゃった女たち（12月9日、ナチュラルハイ）※オムニバス作品、「るい (21) フリーター」として出演。

- ねとられの湯 ～取引先との旅行で男たちに抱かれた妻～ 三浦るい（3月8日、ながえSTYLE）
- コスプレ妄想マニアックス 三浦るい（4月5日、プラネットプラス/クローズ）
- 二人のお兄ちゃんが私のオッパイを巡って壮絶バトル!! 三浦るい（6月5日、プラネットプラス/アンビバレンツ）
- 放課後円光@巨乳J系 5名（6月27日、First Star）※オムニバス作品、「るい Hカップ」として出演。

### アダルトVR
真白真緒 名義
- 噂の優良おっパブ店で超人気の美巨乳3人同時指名! 本番禁止なのにこっそり射精する裏オプ全部乗せ140分コース!（2020年1月3日、S1 NO.1 STYLE）[注 2]
- マットヘルスで兄貴の嫁が働いていたので本番＆中出し強要! 立場逆転でエロボディを家でもこっそりヤリタイ放題VR!!（2020年10月14日、MOODYZ）

三浦るい 名義
- 超接近するぷっくり乳輪Iカップ＆左右往復する乳首吸いと超接近アナルとめちゃ顔近い覆いかぶさり正常位とイッてもやめない追撃ピストンバックとヌチャヌチャ音がエロいグラインド対面座位とオッパイが目の前にせまる密着イキまくり騎乗位【生中出し】（2月28日、アリスJAPAN）
- 【10cm距離感でおっぱいを長時間揉みまくり】【騎乗位・バック・正常位を密着状態視点で】【真下から弾むおっぱいを凝視できる】 産毛見えるくらいの超・至近距離!!【肉感優先VR】（5月21日、E-BODY）
- 唾液妻 3 三浦るい（7月23日、CASANOVA）

### アダルト配信
- 超立体H乳娘と絶頂アクメDE生中出し種付けプレス! まおまお（7月21日、しろうとまんまん）
- スク水からこぼれる美Hcup! 奇跡の神スタイル現役水泳部J○の個人メドレー! おじさんを振り回したデートの後は爆乳を振り回す極上騎乗位で金メダル確実! 【真白ちゃん(彼女)とおじさん(彼氏)の特別な一日】（7月26日、しろうとまんまん）
- 【エロギャルJ●数珠つなぎ 第二弾 3人目】 みおちゃん  肉食系おじフェチギャルとSEX! → エロコスに着替えてもう1回戦 → 「友達のエロギャル紹介して」 → あきなちゃん (SIMM-485)に会いに行くことに!!!（8月12日、しろうとまんまん）
- Hカップ美爆乳の美女の弱点チクビとお金!? 同時に攻めて交渉!! トロマン化に成功!! さらにお小遣いアップちらつかせ極限露出というより全裸でトップリ攻め攻めおじチンピストンで悔しいかな… 連続昇天でトップリ中出し決めてもちろんお小遣いは… プライスレスww パパ活成敗 十六人目 まい 20歳 お金にめっぽう弱い爆乳Hカップ美女がご奉仕バリバリP活!!（12月19日、プレステージプレミアム）

- Iカップ天然爆乳美女にオイル攻め施術を敢行!! 揉んで良し!! 挟まれて良し!! えちえちIカップ堪能のセクハラマッサージ!! クンニで完全理性崩壊でフェラご奉仕開始!! 完全なるエロ雌化した爆乳美女JDのガチ逝きSEXは控え目にいって最高です♪ AV男優の電話帳 No.62 るみちゃん 20歳 彼氏だけじゃ収まらないIカップ美爆乳な淫乱専門学生!!（2月23日、プレステージプレミアム）
- 【極上にH巨乳美女】搾精の美マンに3発射!! 精液で!! 愛液で!! だくだくのド淫乱美女のド濃厚SEXはドエロイんです!! そうなんです!! 乳揺れ感じる激ピストン!! クビレのバックハンドル完備で締まり強い!! 至れり尽くせりの搾精G巨乳美女との濃厚性交記録!! ラブホドキュメンタリー 休憩2時間 97 みう 22歳 えちえちHカップのクビレ有の搾精美女!!（3月2日、プレステージプレミアム）
- るい（3月13日、おっぱいちゃん）
- 【配信専用】全裸カタログ Vol.5（3月25日、MAGIC）
- 【職場でヤレる女】 巨乳ニットの女の子 セフレ関係になり勤務中に中出しとごっくんさせた性交記録 るいちゃん 営業部 (24歳)（5月20日、HMJM）
- 【配信専用】おなふりっくす＊ 本気のオナニー見せつけ絶頂集 Vol.02（6月24日、MAGIC）
- 抑えきれないフェラ欲でよだれダラダラ!? チ○ポをジュルジュルフェラする女 2（7月1日、HMJM）
- ウラトーーク Talk.13 三浦るい 24歳 AV女優歴:約2年 【衝撃のお椀型!! 飛び出る3D級Hカップ】【奇跡のノーハンドパイズリ】【ねっとり唾液でじゅるじゅるフェラ】チャ●トレディ•デリ●ル•裏垢女子の経験で男を知り尽くした爆淫テクを見せつける! 全アングル絶景&爆揺れ必至のおっぱいで抜きどころしかねぇ!（7月13日、HHH）
- 【爆乳ロケットランチャー人妻】おっぱいをバインバイン揺らしながら歩く超絶セクシー奥様GET! Tバックを飲み込むムッチムチの美尻!! 【衝撃の極エロボディ】『ゴムないから挿れちゃダメッ』擦りつけただけでヌルッと生挿入の極潤マ●コ! 自分の性癖に気づかされた奥様、超淫乱な本性をさらけ出す!!! 【夫婦の聖域で初不倫 × 中出し2連発の巻】 三浦るいさん 28歳 Iカップ 専業主婦（11月22日、プレステージプレミアム）

- ラグジュTV 1544 山本彩花 27歳 社長秘書 清楚で知的な巨乳社長秘書が興味本位でAV出演! 見事に実ったHカップ乳は男のピストンされるたび揺れ踊り、非日常のセックスに酔い痴れ喘ぎ乱れる!（4月6日、ラグジュTV）

### イメージDVD
◎はBlu-ray発売作品。
- ALL NUDE 真白真緒（2019年9月25日、Aircontrol）
- Mao えちえちえっちかっぷ（2019年12月5日、REbecca）◎

## 書籍・出版物

### デジタル写真集
- 神熱 PHOTO BOOK 三浦るい（2022年2月11日、プレステージ出版）

### 雑誌
- 週刊プレイボーイ 2019年7月29日号（集英社） - 「上級乳民!! 新人美巨乳AV女優10人」
- 臨時増刊ラヴァーズ VOL.10（大洋図書） - グラビア「ハダカになった愛人たち」
- 週刊プレイボーイ 2019年12月30日号（集英社） - 「ヌクヌクしたい!!「恵体」AV女優増殖中」

## 出演

### テレビ
- 田村淳の地上波ではダメ!絶対!（2019年、BSスカパー!）- アイドルグループ「道玄坂69」のオーディションに参加